# Пикасент
Пикасент (шп. Picassent) град је у Шпанији у аутономној заједници Валенсијанска Заједница у покрајини Валенсија. Према процени из 2017. у граду је живело 20 498 становника.

## Становништво
Према процени, у граду је 2017. живело 20 498 становника.
| 2017.  |
| ------ |
| 20.498 |

## Партнерски градови
- Villarrobledo